# Lillkyrka
Lillkyrka is een plaats in de gemeente Enköping in het landschap Uppland en de provincie Uppsala län in Zweden. De plaats heeft 300 inwoners (2005) en een oppervlakte van 35 hectare.